# UFC Fight Night: Smith vs. Teixeira
UFC Fight Night: Smith vs. Teixeira (conosciuto anche come UFC Fight Night 171 oppure UFC on ESPN+ 29) è stato un evento di arti marziali miste tenuto dalla Ultimate Fighting Championship il 13 maggio 2020 alla VyStar Veterans Memorial Arena di Jacksonville negli Stati Uniti.

## Risultati
|                  | Divisione            |                 |                 |                     | Metodo                                      | Round           | Tempo           | Premio          |
| Card Principale  | Card Principale      | Card Principale | Card Principale | Card Principale     | Card Principale                             | Card Principale | Card Principale | Card Principale |
| ---------------- | -------------------- | --------------- | --------------- | ------------------- | ------------------------------------------- | --------------- | --------------- | --------------- |
|                  | Pesi mediomassimi    | Glover Teixeira | batte           | Anthony Smith       | KO tecnico (pugni)                          | 5               | 1:04            | POTN            |
|                  | Pesi massimi         | Ben Rothwell    | batte           | Ovince Saint Preux  | Decisione non unanime (28–29, 29–28, 29–28) | 3               | 5:00            |                 |
|                  | Pesi leggeri         | Drew Dober      | batte           | Alexander Hernandez | KO tecnico (pugni)                          | 2               | 4:25            | POTN            |
|                  | Pesi gallo           | Ricky Simon     | batte           | Ray Borg            | Decisione non unanime (28–29, 29–28, 29–28) | 3               | 5:00            |                 |
|                  | Pesi massimi         | Andrei Arlovski | batte           | Philipe Lins        | Decisione unanime (30–27, 30–27, 29–28)     | 3               | 5:00            |                 |
|                  | Pesi massimi         | Thiago Moisés   | batte           | Michael Johnson     | Sottomissione (Achilles lock)               | 2               | 0:25            |                 |
| Card Preliminare |                      |                 |                 |                     |                                             |                 |                 |                 |
|                  | Pesi gallo femminili | Sijara Eubanks  | batte           | Sarah Moras         | Decisione unanime (30–27, 30–27, 30-26)     | 3               | 5:00            |                 |
|                  | Pesi leggeri         | Omar Morales    | batte           | Gabriel Benítez     | Decisione unanime (30–27, 29–28, 29–28)     | 3               | 5:00            |                 |
|                  | Pesi piuma           | Brian Kelleher  | batte           | Hunter Azure        | KO (pugni)                                  | 2               | 3:40            | FOTN            |
|                  | Pesi massimi         | Chase Sherman   | batte           | Isaac Villanueva    | KO tecnico (gomitate e pugni)               | 2               | 0:49            |                 |

## Premi
I lottatori premiati ricevettero un bonus di 50.000 dollari.
Legenda:
- FOTN: Fight of the Night (vengono premiati entrambi gli atleti per il miglior incontro dell'evento)
- POTN: Performance of the Night (viene premiato il vincitore per la migliore performance dell'evento)